# Malcolm Stewart
Malcolm Stewart (15 de mayo de 1948) es un actor canadiense. Es graduado de la Universidad de Vermont.

## Filmografía (selectiva)
| Año  | Título                              | Papel                          | Notas |
| ---- | ----------------------------------- | ------------------------------ | ----- |
| 2011 | Best Player                         | Sr. Johnson, el papá de Quincy |       |
| 2009 | Moon                                | Técnico                        |       |
| 2009 | Grace                               | Dr. Richard Sohn               |       |
| 2008 | Dr. Dolittle: Tail to the Chief     | Jefe Dorian                    |       |
| 2008 | Thomas Kinkade's Home for Christmas | Lloyd                          |       |
| 1995 | Jumanji                             | James Shepherd                 |       |

| Año       | Título                                | Papel             | Notas                 |
| --------- | ------------------------------------- | ----------------- | --------------------- |
| 2023      | Riverdale                             | Dr. Werthers      | 3 episodios           |
| 2019-2020 | Riverdale                             | Francis Dupont    | 10 episodios          |
| 2018      | Chesapeake Shores                     | Dennis Peck       | 3 episodios           |
| 2017      | A Series of Unfortunate Events        | Señor Remora      | Invitado; 3 episodios |
| 2006      | Fallen                                | Dr. Michael Jonas |                       |
| 2006      | Kyle XY                               |                   |                       |
| 2002      | Taken                                 |                   |                       |
| 2001      | Night Visions                         | Oficial Murphy    |                       |
| 1999      | Alien Radio                           |                   |                       |
| 1996      | Stand Against Fear                    | Emerson           |                       |
| 1996      | Avatar (The X-Files)                  | Agente Bonnecaze  |                       |
| 1996      | Tunguska (The X-Files)                | Dr. Sacks         |                       |
| 1996      | Stand Against Fear                    |                   |                       |
| 1994      | 3 (The X-Files)                       |                   |                       |
| 1994      | Víctima del alcohol                   | Sam Hirsch        | Telefilme             |
| 1992      | Dead Ahead: The Exxon Valdez Disaster |                   |                       |
| 1988      | The Twilight Zone                     | Rendezvous        | in a Dark Place       |